# Aizoaceae
Famille
Classification APG III (2009)
Les Aizoaceae (les Aizoacées), autrefois appelés Ficoidaceae, sont une famille de plantes à fleurs dicotylédones de l'ordre des Caryophyllales. Elle est principalement représentée dans les régions à climat sec d'Afrique australe. Selon Watson & Dallwitz[Qui ?], elle comprend plus de mille espèces réparties en plus de 100 genres.

## Étymologie
Le nom vient du genre type Aizoon dérivé du grec αείζωον / aeízoon, éternel, de  αεί / aei,
toujours, et ζωόσ / zóos, vivant, pour qualifier une plante réputée pouvoir survivre dans presque toutes les conditions.

## Classification
Lors de sa première publication, en 1820, le protologue était le suivant« Aizoaceae Martinov, Tekhno-Bot. Slovar: 15 (1820) (pro « Aizoonides ») [nom. cons.] »[incompréhensible].
Ce groupe des Aizoaceae succulentes constituait autrefois une famille propre, les Mesembryanthemaceae Burnett, famille aujourd'hui négligée dans les nomenclatures modernes et démembrée en deux sous-familles (Mesembryanthemoideae et Ruschioideae) des Aizoaceae. Mentionnons également la petite famille des Tetragoniaceae (famille de la tétragone, une plante potagère consommée comme l'épinard), qui est aujourd'hui considérée comme une sous-famille (Tetragonioideae) des Aizoaceae.

## Description
La plupart des membres de cette famille sont des plantes xérophytes à succulence plus ou moins marquée.
Si la prise en compte des Mesembryanthemaceae en tant que famille est aujourd'hui obsolète d'un point de vue de la stricte botanique nomenclaturale, elle ne l'est pas d'un point de vue horticole. En effet, ce groupe (familièrement dénommé les « mésembs ») est très apprécié des amateurs de plantes succulentes, certains passionnés leur portant même un intérêt monothématique pour ne pas dire monomaniaque... Les Mesembryanthemoideae étant essentiellement des plantes herbacées annuelles, c'est surtout la sous-famille des Ruschioideae qui constitue à la fois le groupe le plus important, le plus diversifié, le plus spécialisé et le plus apprécié des nombreux amateurs de « mésembs ».
La succulence chez les Aizoaceae, quand elle est présente, est essentiellement une succulence foliaire, accessoirement associée à une succulence racinaire et du collet mais les tiges elles-mêmes ne sont quasiment jamais succulentes. Lorsque ces dernières paraissent plus ou moins succulentes, cela est généralement la conséquence de l'allongement et de la fusion des gaines foliaires épaissies avec l'axe qu'elles engainent.
L'aspect de l'appareil végétatif des Aizoaceae est très variable, allant de plantes herbacées annuelles en rosettes plus ou mois rameuses (comme Dorotheanthus bellidiformis, très utilisée en décoration des jardins en Europe) et de sous-arbrisseaux rampants aux tiges grêles et aux feuilles à peine succulentes (Lampranthus etc.) jusqu'à des plantes réduites à un corpuscule ovoïde formé par la fusion plus ou moins complète de deux feuilles opposées épaissies portées par un axe aux entrenœuds virtuels (les célèbres « plantes cailloux » : Conophytum, Lithops, Pleiospilos, etc.) et tous les états intermédiaires.

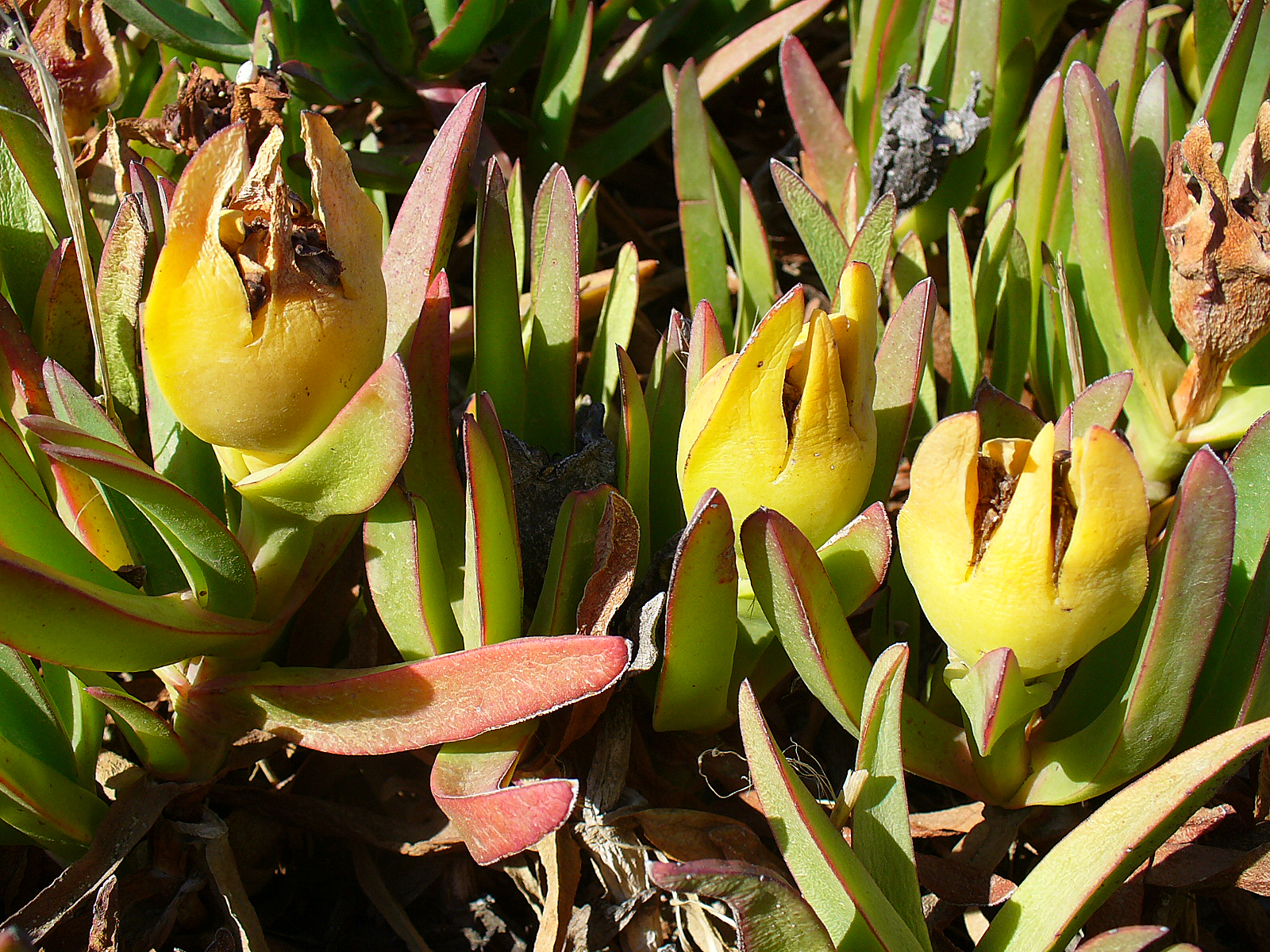
Fruits (comestibles) de Carpobrotus edulis.

Végétativement diverses, les Aizoaceae tirent leur unité de leur structure florale et surtout de la structure de leur fruit. C'est ce fruit qui fait reconnaitre aisément une plante comme se rattachant à cette famille. Dans le groupe des Mesembryanthemaceae, l'aspect des fleurs rappelle grossièrement l'aspect de celles des Asteraceae à fleurs ligulées ; elles sont totalement démunies de pétales, leurs faux-pétales, généralement très nombreux et souvent brillamment colorés, sont en fait des staminodes pétaloïdes ; leur androcée fertile est constitué d'un nombre élevé et non-déterminé d'étamines, un cycle de staminodes non pétaloïdes est fréquent entre les pétaloïdes et l'androcée fertile. Le fruit est très caractéristique, il est très complexe, l'un des plus complexes du règne végétal, et sa structure constitue la base de la nomenclature générique de la famille, avec pour conséquence que tenter d'identifier une Aizoacée sans examiner son fruit relève bien souvent de la loterie...

## Liste des genres
Selon NCBI (30 avr. 2010) :
- genre Acrodon N.E.Br.
- genre Acrosanthes Eckl. & Zeyh.
- genre Aethephyllum N.E.Br.
- genre Aizoanthemum Dinter ex Friedrich
- genre Aizoon L.
- genre Amphibolia L.Bolus ex A.G.J.Herre
- genre Antegibbaeum Schwantes ex C.Weber
- genre Antimima N.E.Br.
- genre Apatesia N.E.Br.
- genre Aptenia N.E.Br.
- genre Aridaria N.E.Br.
- genre Aspazoma N.E.Br.
- genre Astridia Dinter
- genre Bijlia N.E.Br.
- genre Braunsia Schwantes
- genre Brownanthus Schwantes
- genre Carpanthea N.E.Br.
- genre Carpobrotus N.E.Br.
- genre Carruanthus (Schwantes) Schwantes
- genre Caryotophora Leistn.
- genre Caulipsolon Klak
- genre Cephalophyllum (Haw.) N.E.Br.
- genre Cerochlamys N.E.Br.
- genre Cleretum N.E.Br.
- genre Conicosia N.E.Br.
- genre Conophytum N.E.Br.
- genre Corbichonia Scop.
- genre Corpuscularia Schwantes
- genre Cylindrophyllum Schwantes
- genre Cypselea Turpin
- genre Dactylopsis N.E.Br.
- genre Delosperma N.E.Br.
- genre Dicrocaulon N.E.Br.
- genre Dinteranthus Schwantes
- genre Diplosoma Schwantes
- genre Disphyma N.E.Br.
- genre Dorotheanthus Schwantes
- genre Dracophilus Dinter & Schwantes
- genre Drosanthemum Schwantes
- genre Eberlanzia Schwantes
- genre Enarganthe N.E.Br.
- genre Erepsia N.E.Br.
- genre Esterhuysenia L.Bolus
- genre Faucaria Schwantes
- genre Fenestraria N.E.Br.
- genre Galenia L.
- genre Gibbaeum Haw. ex N.Br.
- genre Glottiphyllum Haw. ex N.Br.
- genre Gunniopsis Pax
- genre Hallianthus H.E.K.Hartmann
- genre Hammeria Burgoyne
- genre Hymenogyne Haw.
- genre Hypertelis E.Mey ex Fenzl
- genre Jacobsenia L.Bolus & Schwantes
- genre Jordaaniella H.E.K.Hartmann
- genre Juttadinteria Schwantes
- genre Lampranthus N.E.Br.
- genre Leipoldtia L.Bolus
- genre Lithops N.E.Br.
- genre Machairophyllum Schwantes
- genre Malephora N.E.Br.
- genre Mesembryanthemum L.
- genre Meyerophytum Schwantes
- genre Monilaria (Schwantes) Schwantes
- genre Mossia N.E.Br.
- genre Namaquanthus L.Bolus
- genre Namibia (Schwantes) Schwantes
- genre Nelia Schwantes
- genre Neohenricia L.Bolus
- genre Octopoma N.E.Br.
- genre Odontophorus N.E.Br.
- genre Orthopterum L.Bolus
- genre Oscularia Schwantes
- genre Peersia L.Bolus
- genre Phyllobolus N.E.Br
- genre Pleiospilos N.E.Br.
- genre Plinthus Fenzl
- genre Polymita N.E.Br.
- genre Prenia N.E.Br.
- genre Psilocaulon N.E.Br.
- genre Rhinephyllum N.E.Br.
- genre Ruschia Schwantes
- genre Saphesia N.E.Br.
- genre Sceletium N.E.Br.
- genre Schlechteranthus Schwantes
- genre Scopelogena L.Bolus
- genre Sesuvium L.
- genre Skiatophytum L.Bolus
- genre Smicrostigma N.E.Br.
- genre Stoeberia Dinter & Schwantes
- genre Synaptophyllum N.E.Br.
- genre Tetragonia L.
- genre Titanopsis Schwantes
- genre Trianthema L.
- genre Tribulocarpus S.Moore
- genre Trichodiadema Schwantes
- genre Vanzijlia L.Bolus
- genre Vlokia S.A.Hammer
- genre Wooleya L.Bolus
- genre Zaleya Burm.f.
- genre Zeuktophyllum N.E.Br.

Selon DELTA Angio (30 avr. 2010) :
- genre Acrodon
- genre Acrosanthes
- genre Aethephyllum
- genre Aizoanthemum
- genre Aizoon
- genre Aloinopsis Schwantes
- genre Amphibolia
- genre Antegibbaeum
- genre Antimima
- genre Apatesia
- genre Aptenia
- genre Arenifera A.G.J.Herre
- genre Argyroderma N.E.Br.
- genre Aspazoma
- genre Astridia
- genre Bergeranthus Schwantes
- genre Berresfordia L.Bolus
- genre Bijlia
- genre Braunsia
- genre Brownanthus
- genre Carpanthea
- genre Carpobrotus
- genre Carruanthus
- genre Caryotophora
- genre Cephalophyllum
- genre Cerochlamys
- genre Chasmatophyllum
- genre Cheiridopsis N.E.Br.
- genre Circandra N.E.Br.
- genre Cleretum
- genre Conicosia
- genre Conophytum
- genre Corpuscularia
- genre Cylindrophyllum
- genre Cypselea
- genre Dactylopsis
- genre Delosperma
- genre Dicrocaulon
- genre Didymaotus N.E.Br.
- genre Dinteranthus
- genre Diplosoma
- genre Disphyma
- genre Dorotheanthus
- genre Dracophilus
- genre Drosanthemopsis Rauschert
- genre Drosanthemum
- genre Eberlanzia
- genre Ebracteola Dinter & Schwantes
- genre Enarganthe
- genre Erepsia
- genre Esterhuysenia
- genre Faucaria
- genre Fenestraria
- genre Frithia
- genre Galenia
- genre Gibbaeum
- genre Glottiphyllum
- genre Gunniopsis
- genre Hallianthus
- genre Hereroa (Schwantes) Dinter & Schwantes
- genre Herreanthus Schwantes
- genre Hymenogyne
- genre Imitaria N.E.Br.
- genre Jacobsenia
- genre Jensenobotrya A.G.J.Herre
- genre Jordaaniella
- genre Juttadinteria
- genre Khadia N.E.Br.
- genre Lampranthus
- genre Lapidaria (Dinter & Schwantes) N.E.Br.
- genre Leipoldtia
- genre Lithops
- genre Machairophyllum
- genre Malephora
- genre Mesembryanthemum
- genre Mestoklema N.E.Br. ex Glen
- genre Meyerophytum
- genre Mitrophyllum Schwantes
- genre Monilaria
- genre Mossia
- genre Muiria N.E.Br.
- genre Namaquanthus
- genre Namibia
- genre Nananthus N.E.Br.
- genre Nelia
- genre Neohenricia
- genre Octopoma
- genre Odontophorus
- genre Oophytum N.E.Br.
- genre Ophthalmophyllum
- genre Orthopterum
- genre Oscularia
- genre Ottosonderia L.Bolus
- genre Phyllobolus
- genre Pleiospilos
- genre Plinthus
- genre Polymita
- genre Psammophora Dinter & Schwantes
- genre Pseudobrownanthus Ihlenf. & Bittrich
- genre Psilocaulon
- genre Rabiea N.E.Br.
- genre Rhinephyllum
- genre Rhombophyllum (Schwantes) Schwantes
- genre Ruschia
- genre Ruschianthemum Friedrich
- genre Ruschianthus L.Bolus
- genre Saphesia
- genre Schlechteranthus
- genre Schwantesia Dinter
- genre Scopelogena
- genre Sesuvium
- genre Skiatophytum
- genre Smicrostigma
- genre Stayneria L.Bolus
- genre Stoeberia
- genre Stomatium Schwantes
- genre Synaptophyllum
- genre Tanquana H.E.K.Hartmann & Liede
- genre Titanopsis
- genre Trianthema
- genre Trichodiadema
- genre Vanheerdea L.Bolus ex H.E.K.Hartmann
- genre Vanzijlia
- genre Wooleya
- genre Zaleya
- genre Zeuktophyllum

Selon ITIS (30 avr. 2010) :
- genre Aptenia  N.E. Br.
- genre Carpobrotus  N.E. Br.
- genre Conicosia  N.R. Br.
- genre Cypselea  Turp.
- genre Delosperma  N.E. Br.
- genre Disphyma  N.E. Br.
- genre Drosanthemum  Schwant.
- genre Galenia  L.
- genre Gasoul
- genre Geocapron
- genre Herrea  Schwant.
- genre Lampranthus  N.E. Br.
- genre Malephora  N.E. Br.
- genre Mesembryanthemum  L.
- genre Sesuvium  L.
- genre Tetragonia  L.
- genre Trianthema  L.